# Somoza

Anastasio Somoza García, 1952.

Somoza var en familj med diktatorisk och stark ekonomisk makt i Nicaragua mellan 1936 och 1979, familjen och deras allierade innehade all den reella politiska makten i landet under denna period. Tre olika medlemmar i familjen kom att inneha presidentposten under större tiden vid makten även om det förekom att presidenter som inte tillhörde familjen, men som var lojala mot dem, periodvis styrde landet. Även ett flertal andra medlemmar av familjen hade vid olika tillfällen olika poster i regimen under familjens tid vid makten. Familjen Somozas tid vid makten blev ökänd för en utbredd korruption, omfattande smuggling av lyxvaror och var periodvis mycket våldsamt. Familjen stöttades av USA, som behövde dem som starka allierade i området.

## Historia
Anastasio Somoza García utsågs 1933 till överbefälhavare för Nicaraguas nationalgarde, en paramilitär styrka som upprättats av USA för att kontrollera de politiska livet i Nicaragua. I och med detta ökade hans politiska och militära makt i landet och 1936 tog han med stöd från USA makten i en statskupp och utropade sig själv till president. Under de kommande 20 åren styrde han Nicaragua med järnhand och förtryckte all politisk opposition, genom att koncentrera makten till betrodda medlemmar i sin egen familj gjorde han familjen Somoza till en mycket rik och mäktig maktdynasti i landet. Anastasio Somoza García mördades 1956 men efterträddes av sin äldste son Luis som var president 1956-1963, han försökte införa vissa liberaliseringar i landets styre vilket gjorde att han kom på kant med flera av sina syskon, bland annat sin lillebror Anastasio som ville stärka familjens grepp om makten. Luis ställde inte upp för omval vid valet 1963 men innehade fortfarande makten i landet fram till sin död 1967. Senare samma år efterträddes han av sin lillebror Anastasio som var president mellan 1967 och 1972 och 1974–1979. Under Anastasio Somoza Debayles tid vid makten nådde korruptionen och våldet mot oppositionen sin kulmen under Somoza-dynastin.
Början på slutet för regimen blev en jordbävning som drabbade huvudstaden Managua 1972, jordbävningen totalförstörde staden och krävde cirka 5000 dödsoffer och 250 000 människor blev hemlösa. Regimen visade sig helt oförmögen att hantera situationen och president Anastasio Somoza avslöjades med att ha lagt beslag på det mesta av det internationella biståndet landet mottog och lät sälja det på svarta marknaden, vilket ökade det folkliga motståndet i landet och upprörde omvärlden. Under 1970-talet blev oppositionen mot Somoza-styret allt mer högljutt och välorganiserat och regimen fick allt svårare att tysta oppositionen. Ledande i kampen mot Somoza-familjen var den socialistiska sandiniströrelsen, som tagit sitt namn efter motståndsledaren Augusto César Sandino som mördades på uppdrag av Anastasio Somoza García 1933. Dödsstöten för Somoza-regimen blev mordet på den liberala oppositionsledaren Pedro Chomorro 1978, som sannolikt skedde på uppdrag av presidentens son, Anastasio Somoza Portocarrero. Mordet enade oppositionen och gjorde att USA slutligen började vackla i sitt förhållande till familjen Somoza.
Anastasio Somoza Debayle störtades slutligen av sandinisterna 1979 och tvingades fly från landet, det blev därmed avslutningen på familjens 43 år i maktens centrum. Innan Anastasio Somoza Debayle gick i exil plundrade han landets statskassa så gott som helt. Han mördades året därpå i Paraguay.

## Kända medlemmar i familjen Somoza
- Anastasio Somoza García - president 1937-47 & 1950-56
- Luis Somoza Debayle - president 1956-63 (Anastasio Somoza Garcías äldste son)
- Anastasio Somoza Debayle - president 1967-72 & 1974-79 (Anastasio Somoza Garcías yngste son)
- Lillian Somoza Debayle - Gift med Guillermo Sevilla Sacasa, Nicaraguas mångårige ambassadör i USA, (dotter till Anastasio Somoza García)
- Hope Portocarrero - Gift med Anastasio Somoza Debayle
- Anastasio Somoza Portocarrero - Son till Anastasio Somoza Debayle och Hope Portocarrero. Utpekad som hjärnan bakom det uppmärksammade mordet på oppositionsledaren Pedro Chomorro.